# Бушо, Росита
Росита Бушо (исп. Rosita Bouchot) (30 августа 1948, Мехико Мексика) — известная мексиканская актриса и певица.

## Биография
Родилась 30 августа 1948 года в Мехико. С детства мечтала стать актрисой и певицей и уже в 1972 году она впервые дебютирует в комедийном мексиканском ситкоме Чаво с восьмого, где она играет роль Пати — героиню-комика, после чего её наперебой приглашают режиссёры. Параллельно она выступает также на эстрадных площадках Мексики с зажигательными песнями, но несмотря на это внесла огромный вклад в мексиканский кинематограф — 52 работы в кино и не останавливается на достигнутом — и сейчас актриса упорно снимается в кино и сериалах. В России она известна благодаря ролям Заключённой женской тюрьмы по кличке «Тигрица» (Дикая Роза) и Челы (Таковы эти женщины).

## Фильмография

### Фильмы

#### Короткометражные
- 1980 — Жертва

#### Полнометражные
- 1975 — Председатель муниципалитета — Ченчия.
- 1976 — Весёлый развод
- 1977 — Гремучая
- 1979 — Этой весной
- 1979 — В ловушке — Ольга, секретарша.
- 1979 — Рио мёртв
- 1979 — Молодёжь без тормозов
- 1980 — Бесстрашные панки — Аранья.
- 1981 — Пасха в Акапулько
- 1982 — Бордель
- 1984 — Коррупция — Бетти.
- 1984 — Угол — Жена Лупе.
- 1986 — Наркополиция — Мария.
- 1986 — Yerba sanqrienta (не переводится)
- 1987 — Мятежная юность
- 1988 — C ненавистью на коже
- 1988 — Паспорт на смерть
- 1988 — Прошу мужа, чтобы он не лгал — Агент по недвижимости.
- 1988 — El cabaretero y sys golfas (не переводится)
- 1990 — Колодец дьявола
- 1990 — Мексиканские кумы — Марта Гонсалес.
- 1991 — Убийца находится на свободе
- 1992 — Голый шантаж
- 1992 — Mofles y Canek en mascara vs.cabellera (не переводится)
- 1992 — Два лица дьявола
- 1993 — Супермен Дилон
- 1993 — Начо мы видим, соседей мы не знаем
- 1995 — Супермен Дилон-2
- 1996 — Бонита
- 1997 — Tres huasnacos (не переводится)
- 2006 — Добро пожаловать в штатском — Месера.

### Сериалы

#### Свыше 2-х сезонов
- 1972-92 — Чаво с восьмого (5 сезонов) — Патрисия «Пати» Хименес.
- 1985—2007 — Женщина, случаи из реальной жизни (всего 22 сезона)
- 2008-по с.д — Роза Гваделупе — Соледад.

#### Televisa
- 1973 — El chapulin Colorado (не переводится) — Вариоус.
- 1975 — Чудо жизни
- 1982 — Люби меня всегда — Хувентина.
- 1987-88 — Дикая Роза — Заключённая женской тюрьмы по кличке «Тигрица».
- 1995 — Акапулько, тело и душа — Дора.
- 1997 — Без тебя — Ирене.
- 1998 — Богиня любви — Леонсия.
- 1998-99 — Камила — Саналья.
- 1999 — Ради твоей любви — Асусена.
- 1999—2000 — Три женщины
- 2000-01 — Личико ангела — Панталеона Маласара.
- 2001 — Злоумышленница
- 2002-03 — Таковы эти женщины — Чела.
- 2005 — Преграда на пути любви — Летисия.
- 2007 — Чистая любовь — Флавия.
- 2010 — Триумф любви — Донья Полли.
- 2012 — Настоящая любовь
- 2013 — Буря — Лукресия.
- 2013 — Лгать, чтобы жить — Перла.

- Информация об актрисе Росите Бушо взята из некоторых испаноязычных источников.